# 確率フロンティア分析
確率的フロンティア分析（英: stochastic frontier analysis, SFA）は経済学において用いられる分析手法の1つである。 SFAは、Aigner, Lovell and Schmidt (1977) および Meeusen and Van denk Broeck (1977) によって同時に考案された。

## 概要
この確率フロンティアモデルは以下のように表記される。
{\displaystyle y_{i}=f(x_{i};\beta )\cdot TE_{i}.}
ここで {\displaystyle y_{i}} は企業 i の産出 (output) を表し、{\displaystyle x_{i}} は N 種類の投入ベクトルである。f(xi, β) は生産フロンティアであり、{\displaystyle \beta } は推定すべきパラメータである。
{\displaystyle TE_{i}} は、技術的効率性 (technical efficiency) を示し、実際に観察された産出水準と、理論的に実現可能な最大値との比率である。よって、1番目の企業iの技術的効率性がもし1であれば、当該企業は実現可能な最大の産出を達成したことになり、1未満であれば、そうでないことになる。
そして、SFAには、生産過程に影響を与えるランダムなショックを意味する確率的コンポーネントが含まれている。これらのショックは直接的に生産技術に起因するものではなく、気候変動や経済的な単なる不運や幸運といったものによって生じるかもしれない。各企業は異なったショックに直面しているが、このようなショックはランダムであるとされる。
そして、確率的な生産フロンティアは以下のようになる。
{\displaystyle y_{i}=f(x_{i};\beta )\cdot TE_{i}\cdot \exp \left\{{v_{i}}\right\}.}
TEi は確率変数であり、すべての企業に対して共通である特定の分布関数を持つ。これは、
{\displaystyle TE_{i}=\exp \left\{{-u_{i}}\right\}}
となり、以下が成立する。
{\displaystyle y_{i}=f(x_{i};\beta )\cdot \exp \left\{{-u_{i}}\right\}\cdot \exp \left\{{v_{i}}\right\}.}
コブ–ダグラス型の生産関数では、以下のようになる。
{\displaystyle \ln y_{i}=\beta _{0}+\sum \limits _{n}{\beta _{n}\ln x_{ni}+v_{i}-u_{i}}.}
ここで、{\displaystyle v_{i}} は、ノイズ成分であり、両側正規分布に従う変数であり、{\displaystyle u_{i}} は非負の技術的効率性を示す項 (non-negative technical inefficiency component) である。この両者が誤差項を構成する。
SFAは費用および利潤を分析する際に使用されることが多い（Kumbhakar & Lovel (2003) を参照）。費用フロンティア・アプローチは、企業の企業最小化行動からどれだけ当該企業が遠くに位置するかを取り扱い、非負の費用効率性項が用いられる。利潤フロンティア・アプローチは、企業の利潤最大化行動として検証される。さらにSFAは消費者需要のマイクロデータを用いた研究にも応用されている。